# 장호준
장호준(1975년 3월 2일 ~ )은 대한민국의 배우이다.

## 학력
- 서울예술대학교

## 출연작

### 드라마 & 시트콤
- 《운명과 분노》 (2018년, SBS)
- 《언니는 살아있다》 (2017년, SBS)
- 《언제나 봄날》 (2017년, MBC) - 검사 역
- 《마담 앙트완》 (2016년, JTBC)
- 《위대한 조강지처》 (2015년, MBC) - 형사 역
- 《달려라 장미》 (2014년, SBS) - 양변호사 역
- 《펀치》 (2014년, SBS) - 검사 역
- 《전설의 마녀》 (2014년, MBC) - 남우석의 아버지 남재섭 역
- 《엄마의 정원》 (2014년, MBC) - 차동수의 비서 역
- 《신의 선물 - 14일》 (2014년, SBS) - 시청 직원 역
- 《코끼리》 (2008년, MBC)
- 《한성별곡》 (2007년, KBS2) - 한성부 주부 역
- 《문희》 (2007년, MBC) - 김성수 역
- 《슬픔이여 안녕》 (2005년, KBS2) - 김 과장 역
- 《제5공화국》 (2005년, MBC) - 김인수 대위 역
- 《다모》 (2003년, MBC)
- 《해 뜨는 집》 (2002년, SBS)
- 《정》 (2002년, SBS)
- 《순수의 시대》 (2002년, SBS)
- 《나쁜 여자들》 (2002년, SBS)
- 《대박가족》 (2002년, SBS)
- 《연인들》 (2001년, MBC)
- 《웬만해선 그들을 막을 수 없다》 (2000년, SBS)
- 《행진》 (1999년, SBS)
- 《신세대 보고 어른들은 몰라요》 (1995년, KBS2)

### 예능
- 《신비한TV 서프라이즈》 (2001년, MBC)
- 《솔로몬의 선택》 (2002년, SBS)
- 《TV는 사랑을 싣고》 (2004년, KBS2)

### 영화
- 《간첩》 (2012년) - 등산복요원 팀장 역
- 《그의 선택》 (2007년) - 장홍련 역

### 연극
- 《머쉬멜로우》 - 박봉팔 역
- 《굿 닥터》   - 건달 역

### CF
- 스카이라이프
- 원캐싱
- 08 맥주
- 한국통신 슈페페이지
- 대우 월드마크 해운대